# Nokia 3155
Il Nokia 3155i / VI-3155 è un telefono cellulare tri-mode CDMA dotato di un display a 262K, 12 MB di memoria dinamica, altoparlante, radio, suonerie video, e supporto per streaming audio/video. È uno dei pochi cellulari Nokia CDMA "a conchiglia", e ha una tecnologia molto simile a quella del Nokia 2855.

## Caratteristiche tecniche
- Reti: TriBand GSM 900 -1800 -1900 MHz
- Dimensioni: 85 x 45 x 25 mm
- Massa con batteria in dotazione: 111 g
- Anno di Uscita: 2004
- Batteria: Li-ion
- Kit Acquisto: Batteria, manuale di istruzioni, cavo USB, caricabatteria da viaggio.
- Autonomia in Standby: 240 ore
- Autonomia in Conversazione: 4 ore